# Paulianites
Paulianites is een geslacht van kevers uit de familie van de loopkevers (Carabidae). De wetenschappelijke naam van het geslacht is voor het eerst geldig gepubliceerd in 1959 door Jeannel.

## Soorten
Het geslacht Paulianites is monotypisch en omvat slechts de volgende soort:
- Paulianites nidicola Jeannel, 1949